# Азуз, Ицик
Ицик Азуз (ивр. איציק עזוז‎; род. 30 ноября 1985, Тель-Авив) — израильский футболист, защитник.

## Карьера
Воспитанник футбольного клуба «Бней-Иегуда», за который выступал с 2003 по 2020 год. С 2009 года сыграл более 350 матчей в чемпионате Израиля. Сыграл 23 матча в отборочных раундах Лиги Европы. В мае 2017 года стал обладателем Кубка Израиля.